# Octogon

Octogon regulat

Octogonul este un poligon cu opt laturi.
Un octogon regulat are toate laturile egale și toate unghiurile egale, fiecare având 135º.